# The Blue Onions
The Blue Onions ist eine Rhythm-and-Blues-Band, die 2007 in Deutschland gegründet wurde. Nach anfänglichen Auftritten mit nur einem Frontmann und Coversongs aus den Bereichen Soul und R&B, spezialisierte sich die Band ab dem Jahr 2010 mit zwei Frontmännern auf ein reines Tribute Programm der Band The Blues Brothers. Mit deren ehemaligen Frontmann, dem Schauspieler Dan Aykroyd, gaben die Blue Onions 2014 ein Konzert in Düsseldorf.

## Name
Der Name Blue Onions bezieht sich auf den ersten Hit Green Onions der Band Booker T. & the M.G.’s. Die Mitglieder dieser Band (unter anderem Steve Cropper und Donald Dunn) formierten die Band, die Dan Aykroyd und John Belushi als Blues Brothers Band begleiteten.

## Geschichte
Die Band wurde 2007 von Daniel Haertel, Alexander Barnett, Udo Rubach und André Bürkle gegründet. Diese vier Musiker kannten sich aus vorherigen Projekten beziehungsweise schon seit der Schulzeit. Nachdem die Front durch den späteren DSDS-Gewinner Severino Seeger besetzt wurde und ein dreiköpfiger Bläsersatz gefunden war, konnte die Band den Ersten Auftritt im Juni 2008 auf dem Schlossgrabenfest in Darmstadt bestreiten. Nach Wechseln in der Besetzung und dem Austritt des Frontmanns Seeger im Jahre 2009, gab es eine Umorientierung der Band von einer Cover-Band zu einem reinen Blues Brothers Tribute Act – also Originalbesetzung mit zwei Frontmännern, zweiter Gitarre und vierköpfigem Bläsersatz. Es folgten über 100 nationale und internationale Auftritte, unter anderem ein Konzert mit Dan Aykroyd, der als Elwood Blues zusammen mit John Belushi einer der Sänger des im 1980 erschienenen Film Blues Brothers war. In diesem Zusammenhang wurde das Motto „Deutschlands Blues-Brothers-Tribute Band Nummer 1“ geschaffen. Seit dem Jahre 2015 trat die Band national und international vor allem auf Festivals und gelegentlich in Clubs auf.

## Stil
Der Musikstil orientiert sich an einer möglichst originalgetreuen Wiedergabe der Musik der Blues Brothers Band. Neben der Original-Besetzung ist daher auch das Benutzen der Original Instrumente und Backline ein wichtiges Merkmal für den Stil und Sound der Band.

## Live
- Schlossgrabenfest Darmstadt
- Hessentag 2009, 2014
- Clingenburg Festspiele
- Schlossfestspiele Ettlingen
- E-Werk, Köln
- mamuku Festival mit Nena, Boss Hoss und Revolverheld, Obernburg am Main
- Summer Jazz Night, Burghausen
- HOG Festival